# 達貢 (短篇小說)
《达贡》（Dagon）是H·P·洛夫克拉夫特在1917年7月寫就的一篇短篇小說，1919年11月在《The Vagrant》上发表，后来又在《詭麗幻譚》上再版。

## 剧情
故事的讲述者是一名匿名的船员，一战时他工作的货船被德军俘获，他乘坐救生艇逃离，然后被困在一片充满腐烂鱼类尸体的陆地上，在那里发现了一个石碑，最后被水中出现的怪物吓晕。醒来后的船员已经是在旧金山的医院中，他总是被奇怪的声音和幻觉困扰，最后还是自杀身亡。

## 创作
这部作品来自于作者做过的一个梦，故事标题取自闪米特神话中的神达贡。
在这部作品中，洛夫克拉夫特创造了克苏鲁神话中的第一个神，即达贡。有关它的祭祀仪式后来在《印斯茅斯疑云》中提及。

## 改编
斯图尔特·戈登在2001年拍成与本作品同名的电影，中文译作《异魔禁区》，不过实际上这部电影取材自《印斯茅斯疑云》。